# Coppa del Mondo di pattinaggio di velocità 2013
La Coppa del Mondo di pattinaggio di velocità 2013 (chiamata anche Essent ISU World Cup Speed Skating per motivi di sponsorizzazione) è iniziata il 16 novembre 2012 ed è terminata il 10 marzo 2013. La competizione era organizzata dalla ISU.

## Calendario
| Città                     | Impianto | Data                |
| ------------------------- | -------- | ------------------- |
| Heerenveen                | Thialf   | 16-18 novembre 2012 |
| Kolomna                   |          | 24-25 novembre 2012 |
| Astana                    |          | 1º-2 dicembre 2012  |
| Nagano                    |          | 8-9 dicembre 2012   |
| Harbin                    |          | 15-16 dicembre 2012 |
| Calgary                   |          | 19-20 gennaio 2013  |
| Inzell                    |          | 9-10 febbraio 2013  |
| Erfurt                    |          | 1º-3 marzo 2013     |
| Finali di Coppa del Mondo |          |                     |
| Heerenveen                | Thialf   | 8-10 marzo 2013     |

## Risultati

### Uomini

#### Heerenveen
| Data             | Distanza               | Primo                | Secondo          | Terzo                 |
| 16 novembre 2012 | 5000 m                 | Sven Kramer          | Jorrit Bergsma   | Jan Blokhuijsen       |
| 17 novembre 2012 | 500 m (1)              | Pekka Koskela        | Artur Waś        | Jan Smeekens          |
| 17 novembre 2012 | 1000 m                 | Denny Morrison       | Pekka Koskela    | Kjeld Nuis            |
| 17 novembre 2012 | Inseguimento a squadre | Paesi Bassi          | Russia           | Corea del Sud         |
| 18 novembre 2012 | 500 m (2)              | Jōji Katō            | Jan Smeekens     | Mo Tae-Bum            |
| 18 novembre 2012 | 1500 m                 | Maurice Vriend       | Håvard Bøkko     | Sverre Lunde Pedersen |
| 18 novembre 2012 | Partenza in linea      | Christijn Groeneveld | Arjan Stroetinga | Alexis Contin         |

#### Kolomna
| Data             | Distanza          | Primo          | Secondo         | Terzo          |
| 24 novembre 2012 | 5000 m            | Sven Kramer    | Jan Blokhuijsen | Jorrit Bergsma |
| 25 novembre 2012 | 1500 m            | Koen Verweij   | Bart Swings     | Brian Hansen   |
| 25 novembre 2012 | Partenza in linea | Jorrit Bergsma | Ewen Fernandez  | Alexis Contin  |

#### Astana
| Data             | Distanza               | Primo       | Secondo        | Terzo           |
| 1º dicembre 2012 | 1500 m                 | Shani Davis | Håvard Bøkko   | Zbigniew Bródka |
| 1º dicembre 2012 | Inseguimento a squadre | Paesi Bassi | Corea del Sud  | Norvegia        |
| 2 dicembre 2012  | 10000 m                | Bob de Jong | Lee Seung-Hoon | Håvard Bøkko    |

#### Nagano
| Data            | Distanza   | Primo               | Secondo        | Terzo            |
| 8 dicembre 2012 | 500 m (1)  | Pekka Koskela       | Michel Mulder  | Tucker Fredricks |
| 8 dicembre 2012 | 1000 m (1) | Pekka Koskela       | Samuel Schwarz | Lee Kyou-Hyuk    |
| 9 dicembre 2012 | 500 m (2)  | Keiichirō Nagashima | Gilmore Junio  | Jan Smeekens     |
| 9 dicembre 2012 | 1000 m (2) | Hein Otterspeer     | Denny Morrison | Kjeld Nuis       |

#### Harbin
| Data             | Distanza    | Primo          | Secondo         | Terzo           |
| 15 dicembre 2012 | 500 m (1)   | Jan Smeekens   | Michel Mulder   | Jōji Katō       |
| 15 dicembre 2012 | 1000 m (1)  | Shani Davis    | Hein Otterspeer | Samuel Schwarz  |
| 16 dicembre 2012 | 500 m (2)   | Jōji Katō      | Ronald Mulder   | Jan Smeekens    |
| 16 dicembre 2012 | 1000 m (2)  | Samuel Schwarz | Shani Davis     | Hein Otterspeer |
| 16 dicembre 2012 | Team sprint | Kazakistan     | Germania        | Russia          |

#### Calgary
| Data            | Distanza   | Primo           | Secondo       | Terzo          |
| 19 gennaio 2013 | 500 m (1)  | Jan Smeekens    | Pekka Koskela | Jamie Gregg    |
| 19 gennaio 2013 | 1000 m (1) | Shani Davis     | Kjeld Nuis    | Michel Mulder  |
| 20 gennaio 2013 | 500 m (2)  | Jan Smeekens    | Jōji Katō     | Michel Mulder  |
| 20 gennaio 2013 | 1000 m (2) | Hein Otterspeer | Shani Davis   | Samuel Schwarz |

#### Inzell
| Data             | Distanza          | Primo            | Secondo         | Terzo                |
| 9 febbraio 2013  | 5000 m            | Sven Kramer      | Bob de Jong     | Jorrit Bergsma       |
| 10 febbraio 2013 | 1500 m            | Denis Juskov     | Zbigniew Bródka | Brian Hansen         |
| 10 febbraio 2013 | Partenza in linea | Arjan Stroetinga | Haralds Silovs  | Christijn Groeneveld |

#### Erfurt
| Data          | Distanza               | Primo           | Secondo          | Terzo          |
| 1º marzo 2013 | 10000 m                | Bob de Jong     | Jorrit Bergsma   | Lee Seung-Hoon |
| 2 marzo 2013  | 500 m (1)              | Jan Smeekens    | Jōji Katō        | Ronald Mulder  |
| 2 marzo 2013  | 1000 m                 | Brian Hansen    | Stefan Groothuis | Dmitrij Lobkov |
| 2 marzo 2013  | Inseguimento a squadre | Paesi Bassi     | Corea del Sud    | Polonia        |
| 3 marzo 2013  | 500 m (2)              | Jan Smeekens    | Jōji Katō        | Ronald Mulder  |
| 3 marzo 2013  | 1500 m                 | Zbigniew Bródka | Haralds Silovs   | Brian Hansen   |
| 3 marzo 2013  | Team sprint            | Canada          | Kazakistan       | Germania       |

#### Finali -Heerenveen
| Data          | Distanza               | Primo            | Secondo         | Terzo            |
| 8 marzo 2013  | 500 m (1)              | Jan Smeekens     | Jamie Gregg     | Ronald Mulder    |
| 8 marzo 2013  | Inseguimento a squadre | Paesi Bassi      | Corea del Sud   | Russia           |
| 9 marzo 2013  | 1000 m                 | Stefan Groothuis | Mark Tuitert    | Kjeld Nuis       |
| 9 marzo 2013  | 5000 m                 | Sven Kramer      | Jorrit Bergsma  | Bob de Jong      |
| 10 marzo 2013 | 500 m (2)              | Jan Smeekens     | Jōji Katō       | Michel Mulder    |
| 10 marzo 2013 | 1500 m                 | Bart Swings      | Zbigniew Bródka | Shani Davis      |
| 10 marzo 2013 | Partenza in linea      | Bart Swings      | Joo Hyung-Joon  | Arjan Stroetinga |

### Donne

#### Heerenveen
| Data             | Distanza               | Primo              | Secondo            | Terzo             |
| 16 novembre 2012 | 3000 m                 | Stephanie Beckert  | Martina Sáblíková  | Jorien ter Mors   |
| 16 novembre 2012 | 500 m (1)              | Lee Sang-Hwa       | Heather Richardson | Nao Kodaira       |
| 17 novembre 2012 | 500 m (2)              | Lee Sang-Hwa       | Heather Richardson | Jenny Wolf        |
| 17 novembre 2012 | 1500 m                 | Christine Nesbitt  | Marrit Leenstra    | Lotte van Beek    |
| 17 novembre 2012 | Partenza in linea      | Mariska Huisman    | Jorien ter Mors    | Claudia Pechstein |
| 18 novembre 2012 | 1000 m                 | Heather Richardson | Zhang Hong         | Lotte van Beek    |
| 18 novembre 2012 | Inseguimento a squadre | Germania           | Paesi Bassi        | Canada            |

#### Kolomna
| Data             | Distanza          | Primo             | Secondo           | Terzo             |
| 24 novembre 2012 | 1500 m            | Marrit Leenstra   | Ekaterina Šichova | Christine Nesbitt |
| 24 novembre 2012 | Partenza in linea | Kim Bo-Reum       | Ivanie Blondin    | Mariska Huisman   |
| 25 novembre 2012 | 3000 m            | Claudia Pechstein | Martina Sáblíková | Marije Joling     |

#### Astana
| Data             | Distanza               | Primo             | Secondo           | Terzo          |
| 1º dicembre 2012 | 5000 m                 | Martina Sáblíková | Claudia Pechstein | Ol'ga Graf     |
| 2 dicembre 2012  | 1500 m                 | Christine Nesbitt | Marrit Leenstra   | Linda de Vries |
| 2 dicembre 2012  | Inseguimento a squadre | Canada            | Corea del Sud     | Paesi Bassi    |

#### Nagano
| Data            | Distanza   | Primo              | Secondo            | Terzo              |
| 8 dicembre 2012 | 500 m (1)  | Lee Sang-Hwa       | Nao Kodaira        | Heather Richardson |
| 8 dicembre 2012 | 1000 m (1) | Heather Richardson | Christine Nesbitt  | Lotte van Beek     |
| 9 dicembre 2012 | 500 m (2)  | Lee Sang-Hwa       | Jenny Wolf         | Nao Kodaira        |
| 9 dicembre 2012 | 1000 m (2) | Christine Nesbitt  | Heather Richardson | Lotte van Beek     |

#### Harbin
| Data             | Distanza    | Primo             | Secondo           | Terzo           |
| 15 dicembre 2012 | 500 m (1)   | Lee Sang-Hwa      | Jenny Wolf        | Yu Jing         |
| 15 dicembre 2012 | 1000 m (1)  | Karolína Erbanová | Zhang Hong        | Margot Boer     |
| 16 dicembre 2012 | 500 m (2)   | Lee Sang-Hwa      | Yu Jing           | Nao Kodaira     |
| 16 dicembre 2012 | 1000 m (2)  | Zhang Hong        | Karolína Erbanová | Ol'ga Fatkulina |
| 16 dicembre 2012 | Team sprint | Cina              | Russia            | Canada          |

#### Calgary
| Data            | Distanza   | Primo              | Secondo            | Terzo         |
| 19 gennaio 2013 | 500 m (1)  | Lee Sang-Hwa       | Heather Richardson | Yu Jing       |
| 19 gennaio 2013 | 1000 m (1) | Heather Richardson | Christine Nesbitt  | Brittany Bowe |
| 20 gennaio 2013 | 500 m (2)  | Lee Sang-Hwa       | Heather Richardson | Margot Boer   |
| 20 gennaio 2013 | 1000 m (2) | Heather Richardson | Ireen Wüst         | Brittany Bowe |

#### Inzell
| Data             | Distanza          | Primo       | Secondo                | Terzo             |
| 9 febbraio 2013  | 1500 m            | Ireen Wüst  | Diane Valkenburg       | Ekaterina Šichova |
| 9 febbraio 2013  | Partenza in linea | Kim Bo-Reum | Francesca Lollobrigida | Mariska Huisman   |
| 10 febbraio 2013 | 3000 m            | Ireen Wüst  | Diane Valkenburg       | Martina Sáblíková |

#### Erfurt
| Data          | Distanza               | Primo             | Secondo           | Terzo             |
| 1º marzo 2013 | 500 m (1)              | Wang Beixing      | Thijsie Oenema    | Jenny Wolf        |
| 1º marzo 2013 | 5000 m                 | Martina Sáblíková | Stephanie Beckert | Claudia Pechstein |
| 2 marzo 2013  | 500 m (2)              | Wang Beixing      | Ol'ga Fatkulina   | Thijsie Oenema    |
| 2 marzo 2013  | 1500 m                 | Ireen Wüst        | Diane Valkenburg  | Marrit Leenstra   |
| 3 marzo 2013  | 1000 m                 | Brittany Bowe     | Ireen Wüst        | Ol'ga Fatkulina   |
| 3 marzo 2013  | Inseguimento a squadre | Paesi Bassi       | Canada            | Polonia           |
| 3 marzo 2013  | Team sprint            | Germania          | Canada            | Italia            |

#### Finali -Heerenveen
| Data          | Distanza               | Primo             | Secondo          | Terzo               |
| 8 marzo 2013  | 500 m (1)              | Jenny Wolf        | Wang Beixing     | Lee Sang-Hwa        |
| 8 marzo 2013  | Inseguimento a squadre | Paesi Bassi       | Canada           | Polonia             |
| 9 marzo 2013  | 1000 m                 | Christine Nesbitt | Zhang Hong       | Laurine van Riessen |
| 9 marzo 2013  | 3000 m                 | Ireen Wüst        | Diane Valkenburg | Linda de Vries      |
| 10 marzo 2013 | 500 m (2)              | Lee Sang-Hwa      | Wang Beixing     | Thijsie Oenema      |
| 10 marzo 2013 | 1500 m                 | Ireen Wüst        | Lotte van Beek   | Christine Nesbitt   |
| 10 marzo 2013 | Partenza in linea      | Irene Schouten    | Ivanie Blondin   | Kim Bo-Reum         |

## Classifiche

### Uomini

#### Grand World Cup
| Pos. | Nome            | Nazione     | Punti |
| ---- | --------------- | ----------- | ----- |
| 1    | Jorrit Bergsma  | Paesi Bassi | 74,5  |
| 2    | Jan Smeekens    | Paesi Bassi | 54,5  |
| 3    | Shani Davis     | Stati Uniti | 50,5  |
| 4    | Bart Swings     | Belgio      | 50,0  |
| 5    | Bob de Jong     | Paesi Bassi | 48,5  |
| 6    | Kjeld Nuis      | Paesi Bassi | 45,5  |
| 7    | Sven Kramer     | Paesi Bassi | 45,0  |
| 8    | Zbigniew Bródka | Polonia     | 42,0  |
| 9    | Jōji Katō       | Giappone    | 41,5  |
| 10   | Michel Mulder   | Norvegia    | 39,5  |

#### 500 metri
| Pos. | Nome          | Nazione     | Punti |
| ---- | ------------- | ----------- | ----- |
| 1    | Jan Smeekens  | Paesi Bassi | 1130  |
| 2    | Jōji Katō     | Giappone    | 896   |
| 3    | Michel Mulder | Paesi Bassi | 665   |
| 4    | Ronald Mulder | Paesi Bassi | 640   |
| 5    | Jamie Gregg   | Canada      | 480   |

#### 1000 metri
| Pos. | Nome            | Nazione     | Punti |
| ---- | --------------- | ----------- | ----- |
| 1    | Kjeld Nuis      | Paesi Bassi | 587   |
| 2    | Shani Davis     | Stati Uniti | 546   |
| 3    | Hein Otterspeer | Paesi Bassi | 507   |
| 4    | Samuel Schwarz  | Germania    | 477   |
| 5    | Michel Mulder   | Paesi Bassi | 366   |

#### 1500 metri
| Pos. | Nome            | Nazione     | Punti |
| ---- | --------------- | ----------- | ----- |
| 1    | Zbigniew Bródka | Polonia     | 460   |
| 2    | Bart Swings     | Belgio      | 336   |
| 3    | Håvard Bøkko    | Norvegia    | 329   |
| 4    | Denis Juskov    | Russia      | 323   |
| 5    | Shani Davis     | Stati Uniti | 293   |

#### 5000 e 10000 metri
| Pos. | Nome            | Nazione       | Punti |
| ---- | --------------- | ------------- | ----- |
| 1    | Jorrit Bergsma  | Paesi Bassi   | 520   |
| 2    | Bob de Jong     | Paesi Bassi   | 485   |
| 3    | Sven Kramer     | Paesi Bassi   | 450   |
| 4    | Lee Seung-Hoon  | Corea del Sud | 347   |
| 5    | Jan Blokhuijsen | Paesi Bassi   | 305   |

#### Partenza in linea
| Pos. | Nome                 | Nazione     | Punti |
| ---- | -------------------- | ----------- | ----- |
| 1    | Arjan Stroetinga     | Paesi Bassi | 330   |
| 2    | Bart Swings          | Belgio      | 310   |
| 3    | Jordan Belchos       | Canada      | 216   |
| 4    | Christijn Groenevald | Paesi Bassi | 212   |
| 5    | Jorrit Bergsma       | Paesi Bassi | 195   |

#### Inseguimento a squadre
| Pos. | Nazione       | Punti |
| ---- | ------------- | ----- |
| 1    | Paesi Bassi   | 450   |
| 2    | Corea del Sud | 350   |
| 3    | Russia        | 285   |
| 4    | Norvegia      | 255   |
| 5    | Polonia       | 160   |

### Donne

#### Classifica generale
| Pos. | Nome               | Nazione       | Punti |
| ---- | ------------------ | ------------- | ----- |
| 1    | Ireen Wüst         | Paesi Bassi   | 72,00 |
| 2    | Christine Nesbitt  | Canada        | 65,50 |
| 3    | Diane Valkenburg   | Paesi Bassi   | 63,00 |
| 4    | Claudia Pechstein  | Germania      | 59,00 |
| 5    | Lee Sang-Hwa       | Corea del Sud | 55,75 |
| 6    | Martina Sáblíková  | Rep. Ceca     | 54,00 |
| 7    | Marrit Leenstra    | Paesi Bassi   | 52,50 |
| 8    | Heather Richardson | Stati Uniti   | 51,00 |
| 9    | Kim Bo-Reum        | Corea del Sud | 41,5  |
| 10   | Lotte van Beek     | Paesi Bassi   | 40,5  |

#### 500 metri
| Pos. | Nome               | Nazione       | Punti |
| ---- | ------------------ | ------------- | ----- |
| 1    | Lee Sang-Hwa       | Corea del Sud | 1055  |
| 2    | Jenny Wolf         | Germania      | 851   |
| 3    | Wang Beixing       | Cina          | 756   |
| 4    | Ol'ga Fatkulina    | Russia        | 569   |
| 5    | Heather Richardson | Stati Uniti   | 568   |

#### 1000 metri
| Pos. | Nome               | Nazione     | Punti |
| ---- | ------------------ | ----------- | ----- |
| 1    | Heather Richardson | Stati Uniti | 525   |
| 2    | Brittany Bowe      | Stati Uniti | 480   |
| 3    | Karolina Erbanová  | Rep. Ceca   | 465   |
| 4    | Christine Nesbitt  | Canada      | 438   |
| 5    | Zhang Hong         | Cina        | 420   |

#### 1500 metri
| Pos. | Nome              | Nazione     | Punti |
| ---- | ----------------- | ----------- | ----- |
| 1    | Marrit Leenstra   | Paesi Bassi | 411   |
| 2    | Christine Nesbitt | Canada      | 375   |
| 3    | Ireen Wüst        | Paesi Bassi | 350   |
| 4    | Linda de Vries    | Paesi Bassi | 280   |
| 5    | Lotte van Beek    | Paesi Bassi | 263   |

#### 3000 e 5000 metri
| Pos. | Nome              | Nazione     | Punti |
| ---- | ----------------- | ----------- | ----- |
| 1    | Martina Sáblíková | Rep. Ceca   | 475   |
| 2    | Claudia Pechstein | Germania    | 421   |
| 3    | Diane Valkenburg  | Paesi Bassi | 410   |
| 4    | Stephanie Beckert | Germania    | 371   |
| 5    | Marije Joling     | Paesi Bassi | 291   |

#### Partenza in linea
| Pos. | Nome              | Nazione       | Punti |
| ---- | ----------------- | ------------- | ----- |
| 1    | Kim Bo-Reum       | Corea del Sud | 365   |
| 2    | Mariska Huisman   | Paesi Bassi   | 330   |
| 3    | Ivanie Blondin    | Canada        | 300   |
| 4    | Irene Schouten    | Paesi Bassi   | 210   |
| 5    | Claudia Pechstein | Germania      | 183   |

#### Inseguimento a squadre
| Pos. | Nazione       | Punti |
| ---- | ------------- | ----- |
| 1    | Paesi Bassi   | 400   |
| 2    | Canada        | 370   |
| 3    | Polonia       | 295   |
| 4    | Germania      | 280   |
| 5    | Corea del Sud | 160   |